# Denham (Mid Suffolk)
Pour les articles homonymes, voir Denham.
Denham est un village et une paroisse civile du Suffolk, en Angleterre.